# Halectinosoma paragothiceps
Halectinosoma paragothiceps is een eenoogkreeftjessoort uit de familie van de Ectinosomatidae. De wetenschappelijke naam van de soort is voor het eerst geldig gepubliceerd in 2007 door Clement & Moore.